# Lurdes Fernández Malagón
Lurdes Fernández Malagón (Valdepeñas, 25 de marzo de 1959) es una gestora y promotora cultural española que ha impulsado y desarrollado proyectos y funciones en el mundo de la cultura contemporánea.

## Trayectoria profesional
Fernández Malagón es licenciada en Bellas Artes por el San Francisco Art Institute (EE. UU.) y diplomada en Derecho por la Universidad Nacional de Educación a Distancia (UNED).
Sus principales focos de acción giran en torno a la cultura participativa y a las Buenas Tácticas, a través de una plataforma de aplicación de la innovación disruptiva cultural a procesos empresariales.
Anteriormente fue Directora Técnica de Artistas Visuales Asociados de Madrid (AVAM) y Gerente de la Unión de Asociaciones de Artistas Visuales de España (UAAV), desarrollando estrategias de política cultural, reformas legislativas y proyectos de creación de infraestructuras. Previamente colaboró con galerías de arte como Malborough, Max Estrella y Bárcena & Cia.
En el apartado de producción y exhibición artística dirigió MAD.03, primer encuentro de arte experimental de Madrid, además desarrolló dos proyectos independientes cuya base experimental la construyó mediante la transformación  de sendos espacios urbanos, como la adaptación de un antiguo garaje como espacio para el arte contemporáneo convirtiéndolos en espacios de creación, el primero el "Espacio de Arte Garage Pemasa" que estuvo activo desde el año 1998 hasta el año 2000. El segundo espacio, el Espacio Off Limits, una antigua fábrica de pan de grandes dimensiones, transformada mediante una rehabilitación total, en un espacio expositivo y de debate fundado en el año 2003 y ubicado en el barrio de Lavapiés en la calle Escuadra, dedicado a investigar y proponer nuevas formas de alteración de la realidad contemporánea a través de la cultura. Directora hasta el año 2014 de Off Limits, empresa dedicada a la gestión y desarrollo de proyectos culturales. Off Limits fue un espacio de visualización de procesos de investigación sobre la realidad contemporánea, prestando especial atención a nuevos lenguajes y nuevos medios.
No solo ejerce su faceta de gestora y promotora cultural, sino también se incorpora al campo didáctico impartiendo cursos sobre mediación y autogestión cultural para la SGAE, Fundación Autor, Asociación Española de Fundaciones, en la UNED, en la Universidad Complutense de Madrid, en el Centro de Tecnologías Avanzadas de Zaragoza, en la Universidad Europea de Madrid, Universidad Carlos III, Círculo de Bellas Artes, ambas en Madrid.
En el año 2009 participa en el seminario Encuentros Alternos. Propuesta de jornadas entre asociaciones organizado por el Instituto Cervantes, bajo las siglas AAIDM (Agentes Artísticos Independientes de Madrid). En dichas jornadas se reúnen distintos agentes que vienen desarrollando activamente estrategias innovadoras en la comprensión y la creación de cultura contemporánea en la Ciudad y la Comunidad de Madrid. Integran AAIDM asociaciones sin ánimo de lucro dedicadas a la gestión de proyectos de cultura contemporánea, coordinación de espacios, comisariado de eventos, edición de publicaciones, celebraciones de encuentros, emisiones de radio... En definitiva, generadores de acciones/realidades que involucran tanto a los agentes culturales como a los ciudadanos de a pie de modo horizontal y participativo, a los que mueve la necesidad de sacar a Madrid de la indiferencia y provocar cambios sustanciales en la implicación ciudadana con su propia cultura.
En el año 2014 participa como ponente en los encuentros internacionales de gestión cultural "Pública 14" celebrado en el Círculo de Bellas Artes de Madrid por la Fundación Contemporánea.